# Liste der Inseln in der Themse
Dieser Artikel verzeichnet die Inseln in der Themse in England. Nicht aufgeführt werden die kleinen Schleuseninseln, die bei dem Bau dieser Schleusen entstanden und einige sehr kleine, die sich unmittelbar an größere anschließen. Die Isle of Dogs und die Isle of Grain sind keine Inseln mehr, auch wenn sie ihren Namen behalten haben. Westminster war eine Insel, die Thorney Island hieß. Einige weitere Inseln sind nur noch Vorsprünge, die durch einen kleinen Graben gekennzeichnet sind.
Die meisten der Inseln sind natürliche Inseln. Einige Inseln sind durch eine Verlegung des Schifffahrtsweges entstanden. Viele Inseln in der Themse werden entweder „ait“ oder „eyot“ genannt. Die Ait genannten Inseln sind in der Regel lange schmale Inseln, die sich durch Ablagerungen gebildet haben.

## Liste der Inseln

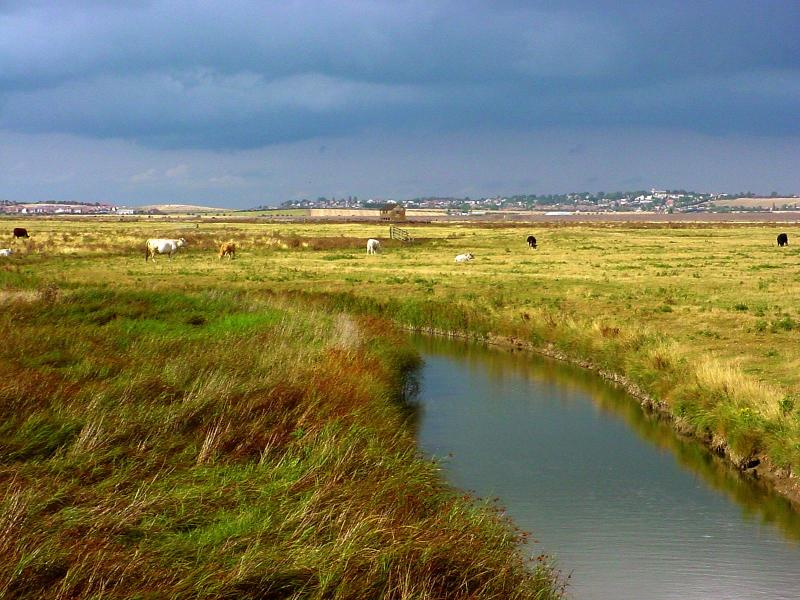
Sheppey – Minster von Elmley Marshes

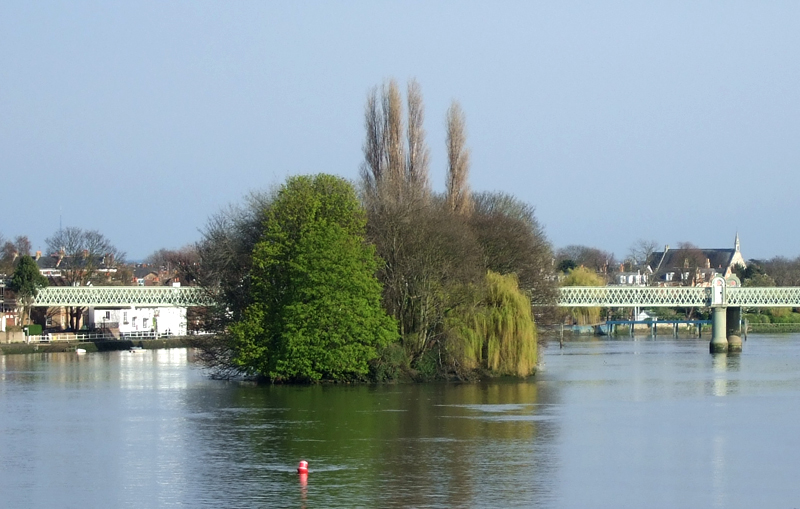
Oliver's Island Blick flussabwärts

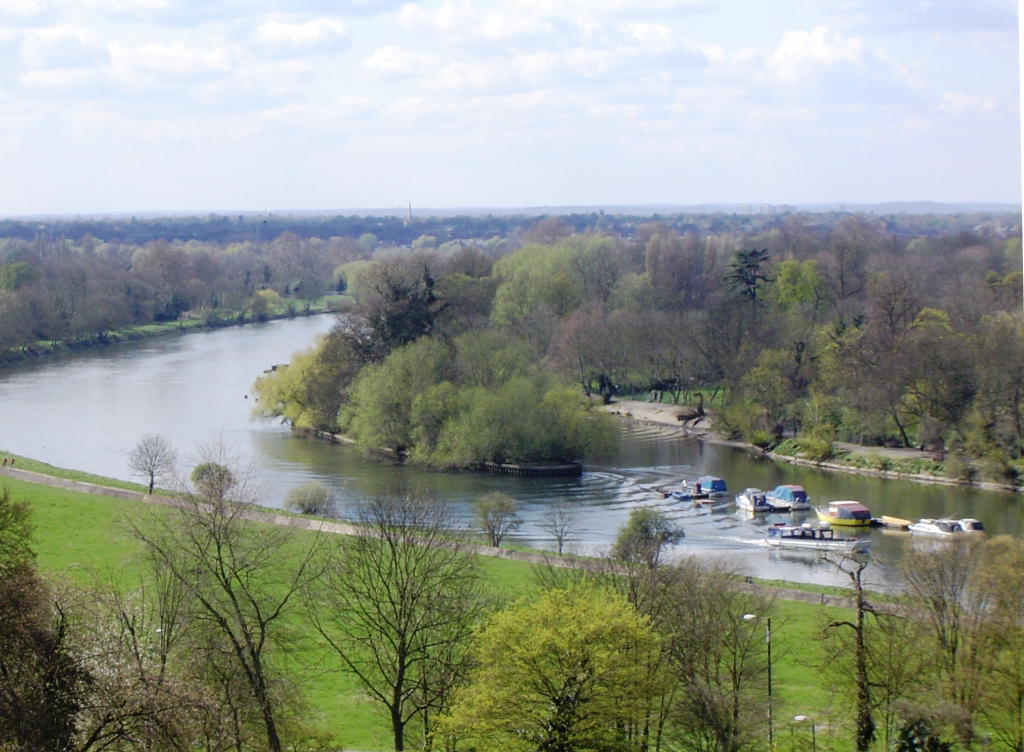
Glover's Island vom Richmond Hill

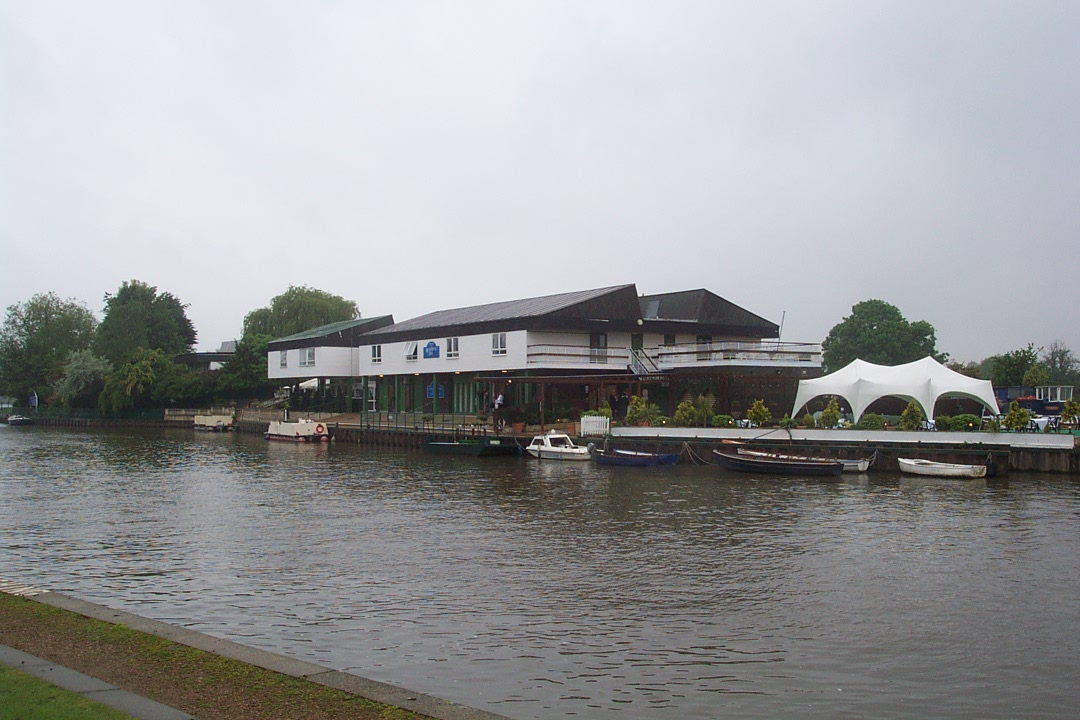
Raven’s Ait von der Queen’s Promenade

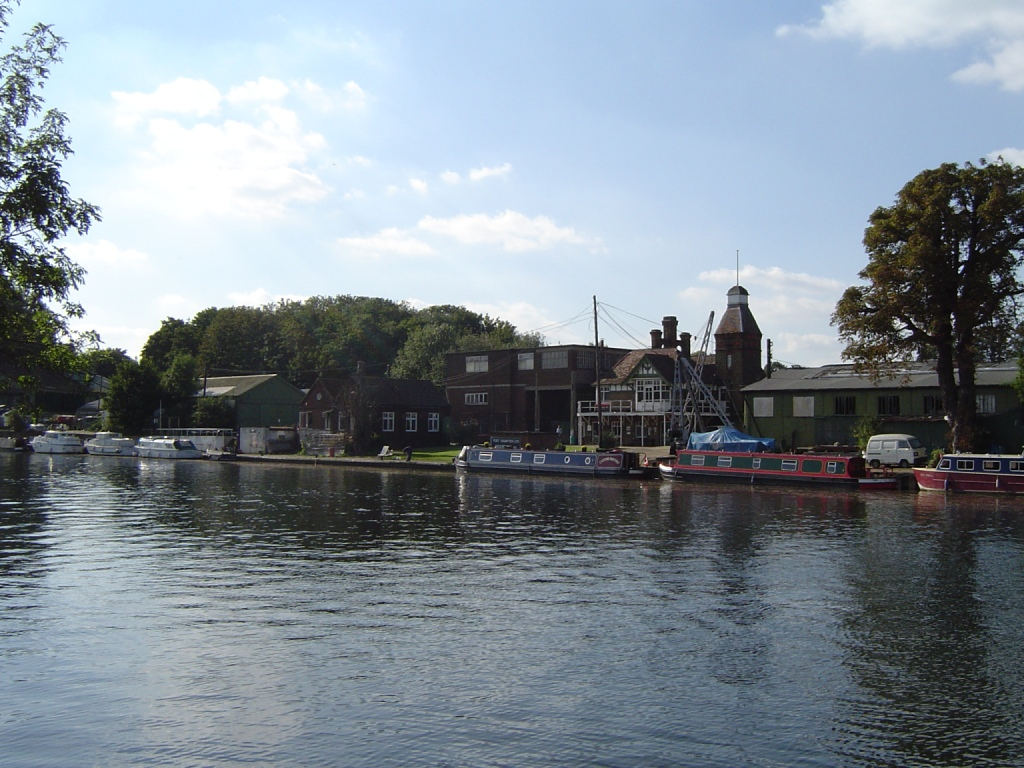
Platts Eyot – Port Hampton

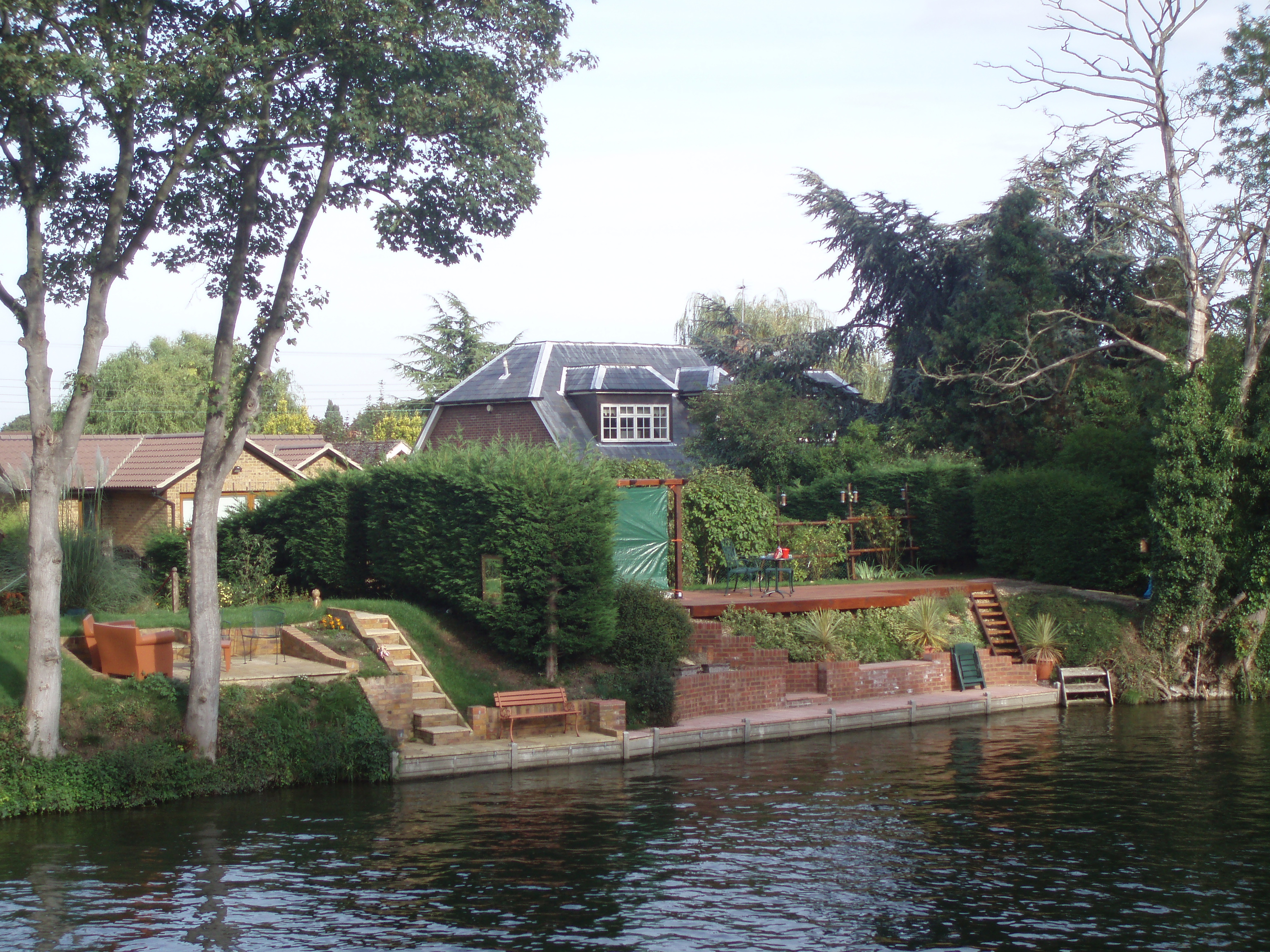
Ham Island – The Cut

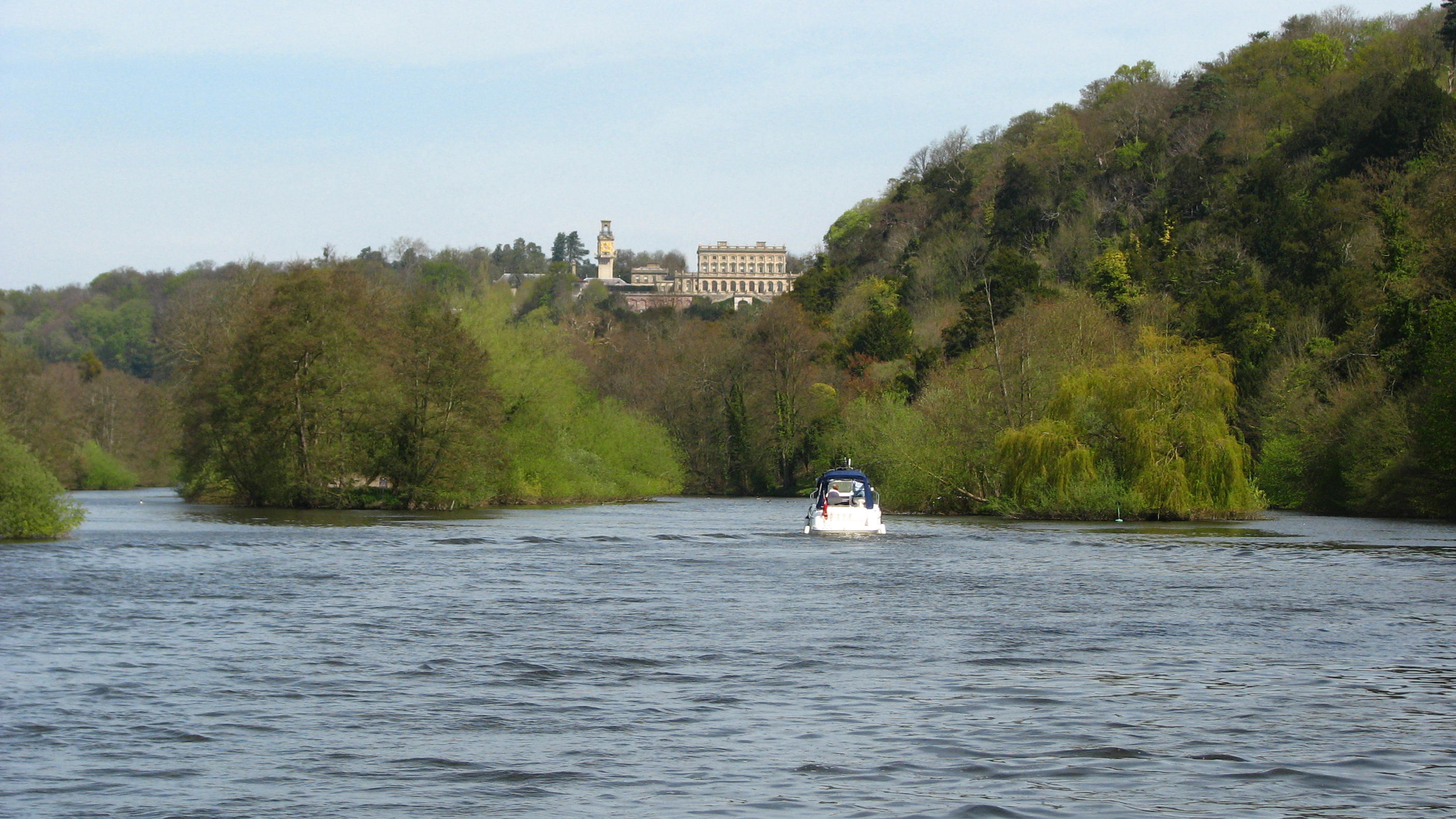
Bavin's Gulls und Cliveden

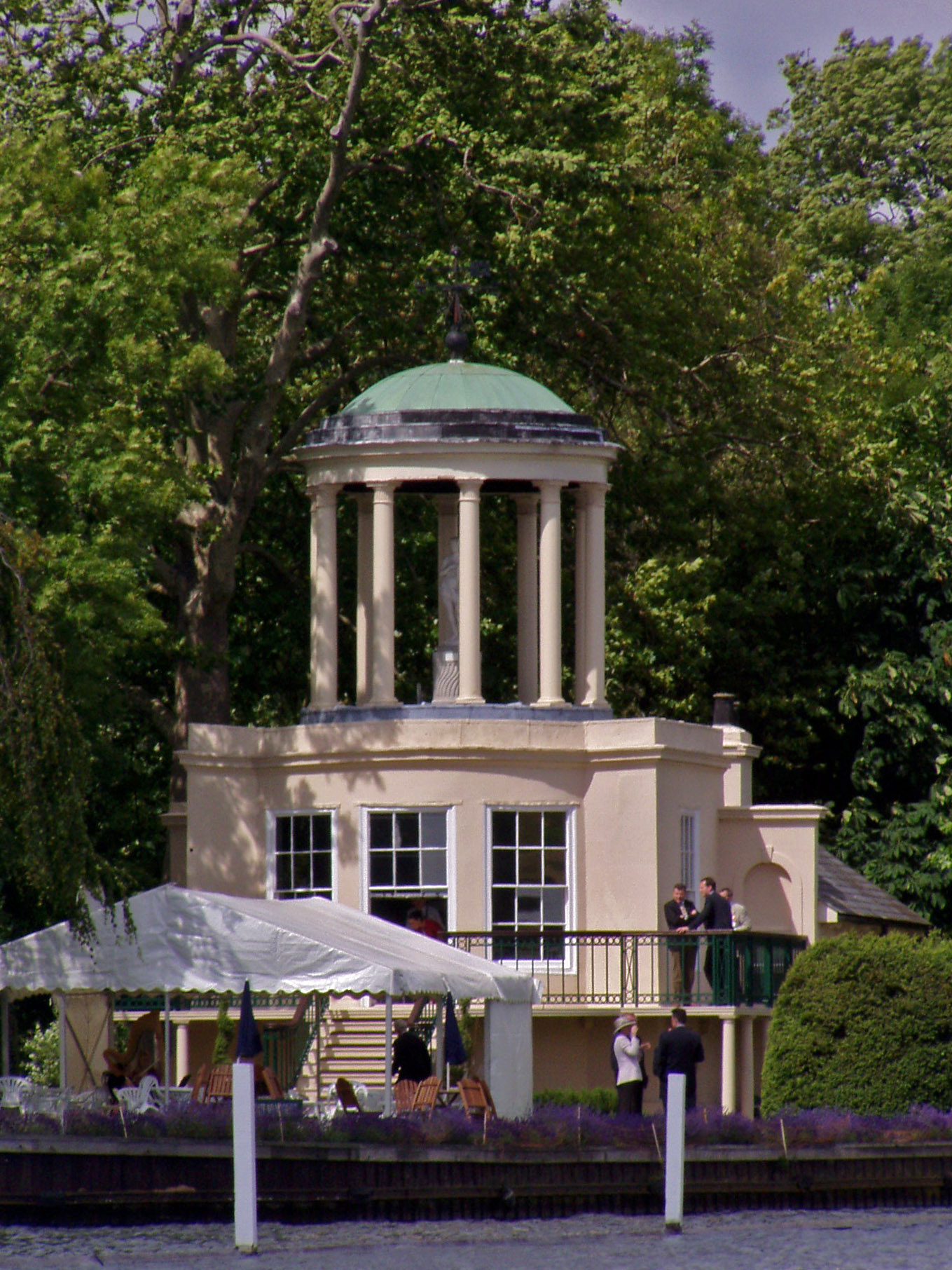
Temple Island bei Henley

Die Inseln werden flussaufwärts von der Mündung an aufgeführt.
- Isle of Sheppey
- Two Tree Island
- Canvey Island
- Lower Horse Island
- Frog Island, Rainham
- Chiswick Eyot, Chiswick
- Oliver’s Island, Kew
- Brentford Ait, Brentford
- Lot’s Ait, Brentford
- Isleworth Ait, Isleworth
- Flowerpot Islands, Richmond upon Thames
- Corporation Island, Richmond upon Thames
- Glover’s Island, Twickenham
- Eel Pie Island, Twickenham
- Swan Island, Twickenham
- Trowlock Island, Teddington
- Steven’s Eyot, Kingston upon Thames
- Raven’s Ait, Kingston upon Thames/Surbiton
- Thames Ditton Island, Thames Ditton
- Swan Island, Thames Ditton
- Boyle Farm Island, Thames Ditton
- Ash Island, East Molesey
- Tagg’s Island, Hampton Court
- Garrick’s Ait, Hampton
- Benn’s Island, Hampton[1]
- Platt’s Eyot, Hampton
- Grand Junction Isle, Sunbury
- Sunbury Court Island, Sunbury
- Rivermead Island, Sunbury
- Sunbury Lock Ait, Walton-on-Thames
- Wheatley’s Ait, Lower Sunbury (auch Wheatleys Eyot genannt)
- Desborough Island, Shepperton
- D’Oyly Carte Island, Weybridge
- Lock Island, Shepperton
- Hamhaugh Island, Shepperton
- Pharaoh’s Island, Shepperton
- Penton Hook Island, Laleham
- Church Island, Staines-upon-Thames
- Hollyhock Island, Staines-upon-Thames
- Holm Island, Staines-upon-Thames
- The Island, Hythe End
- Magna Carta Island, Runnymede
- Pats Croft Eyot, Runnymede
- Friary Island, Wraysbury
- Friday Island, Old Windsor
- Ham Island, Old Windsor
- Lion Island, Old Windsor
- Sumptermead Ait, Datchet
- Black Potts Ait, Windsor
- Romney Island, Windsor
- Cutlers Ait, Windsor
- Firework Ait, Windsor
- Deadwater Ait, Windsor
- Baths Island, Eton Wick
- Bush Ait, Windsor
- Queen’s Eyot, Dorney
- Monkey Island, Bray
- Pigeonhill Eyot, Bray
- Headpile Eyot, Bray
- Guards Club Island, Maidenhead (auch Bucks Ait genannt)
- Bridge Eyot, Maidenhead
- Grass Eyot, Maidenhead
- Ray Mill Island, Maidenhead
- Boulter’s Island, Maidenhead
- Glen Island, Maidenhead
- Bavin’s Gulls, Maidenhead (auch Sloe Grove Islands genannt)
- Formosa Island, Cookham
- Sashes Island, Cookham
- Gibraltar Islands, Marlow
- Temple Mill Island, Hurley
- Frog Mill Ait, Hurley
- Black Boy Island, Hurley
- Magpie Island, Medmenham
- Temple Island, Henley-on-Thames
- Rod Eyot, Henley-on-Thames
- Ferry Eyot, Wargrave
- Poplar Eyot, Shiplake
- Handbuck Eyot,Shiplake
- Unbenannte Insel an der Willow Marina, Wargrave
- Phillimore Island, Shiplake
- The Lynch, Lower Shiplake
- Hallsmead Ait, Lower Shiplake
- Buck Ait, Sonning
- Sonning Eye, Sonning
- Insel am Sonning Hill, Sonning
- Heron Island, Reading
- View Island, Reading
- De Bohun Island, Reading
- Fry’s Island, Reading (auch De Montfort Island genannt)
- Pipers Island, Reading
- St Mary’s Island, Reading
- Appletree Eyot, Tilehurst
- Poplar Island, Tilehurst
- Nag’s Head Island, Abingdon
- Andersey Island, Abingdon
- Lock Wood Island, Nuneham Courtenay
- Fiddler’s Elbow, Sandford-on-Thames
- Rose Isle, Kennington
- Osney Island, Oxford
- Fiddler’s Island, Oxford

## Auenlandschaft von Oxford
Im Bereich von Oxford teilt sich der Fluss in einer Auenlandschaft in mehrere Arme, in der zahlreiche Inseln entstanden sind. Auf der rechten Seite wird eine große Insel durch den Seacourt Stream, Botley Stream und Bulstake Stream gebildet. Es gibt kleinere Inseln, darunter eine als Osney bezeichnete Insel, die vom Bulstake Stream und der Themse sowie dem Osney Ditch gebildet werden. Vororte von Oxford Grandpont und New Hinksey liegen auf einer Insel, die vom Bulstake Stream, dem Hinksey Stream und dem Weirs Mill Stream gebildet wird.  Iffley Meadows ist eine Insel westlich von Iffley Lock, die vom Weirs Mill Stream und der Themse gebildet wird.
Auf der linken Flussseite liegen Fiddler’s Island und die Insel Osney zwischen dem Castle Mill Stream und der Themse. Die Insel Cripley Meadow wird durch den Fiddler’s Island Stream, den Castle Mill Stream und den Sheepwash Channel gebildet.

## Schleuseninseln
Der Bau fast aller Schleusen im Lauf der Themse machte den Bau von künstlichen Inseln notwendig, um die Schleusen von den Wehren zu trennen. Die Inseln entstanden, in dem man einen Kanal grub, in den die Schleuse gelegt wurde, so trennt die Insel diese vom natürlichen Flusslauf. In vielen Fällen befindet sich das Haus des Schleusenwärters auf dieser Insel, die über die Schleusentore erreicht werden kann. Diese Inseln werden nur aufgeführt, wenn sie einen eigenständigen Namen haben.